# Rap vermell
El rap vermell, rap fotaire o rap negre (Lophius budegassa) és una espècie de peix teleosti de l'ordre dels lofiformes, de cap i ulls grossos.

## Morfologia
- Mida màxima 100 cm, comuna de 20 a 40 cm.
- Cos molt deprimit, ample a la regió anterior i aprimant-se ràpidament cap a la posterior.
- Pell nua, amb nombrosos apèndixs cutanis a la regió cefàlica.
- Línia lateral invisible.
- Cap fort, gros i aplanat.
- Boca immensa, amb la mandíbula inferior prominent i protràctil com els maxil·lars.
- Dents fortes, còniques i, més o menys, articulades sobre les mandíbules i el paladar; dents farígees.
- Obertura opercular reduïda a un orifici situat sota les pectorals.
- Dues aletes dorsals; la primera, formada per espines aïllades, no unides per cap membrana; de les tres primeres (cefàliques) dues són llargues i la tercera curta i totes es localitzen a la part més anterior del cap, a l'extrem de la primera, anomenada illicium, o filament pescador, amb un cimbell no bifurcat.
- Les tres darreres espines de la primera dorsal són més petites (occipitals) i sovint estan unides per una membrana.
- La segona dorsal i anal són oposades i estan formades per radis tous.
- Aletes ventrals petites i jugulars.
- Pectorals grans.
- Color marró vermellós, més o menys tacat.
- Pectorals orlades de negre.
- Peritoneu negre.

## Comportament
Espècie de comportament bentònic, es troba damunt dels fons fangosos entre 25 i 830 m, però sobretot entre els 33 i 760 m.

## Alimentació
S'alimenta de peixos.

## Distribució geogràfica
Es troba a tota la Mediterrània i a la mar Negra. A l'Atlàntic Oriental, des de les Illes Britàniques fins al Senegal, incloent-hi les Illes Canàries.

## Pesca
Es tracta d'una espècie molt valorada comercialment. Pesca semiindustrial i artesanal, principalment amb arts d'arrossegament (art de bou) i palangres de fons; també amb tremalls.